# Лапласова једначина
Лапласова једначина је елиптичка парцијална диференцијална једначина другога реда облика:
{\displaystyle \qquad \nabla ^{2}\varphi =0} или {\displaystyle \Delta f=0,}
где је {\displaystyle \Delta =\nabla \cdot \nabla =\nabla ^{2}} је Лапласов оператор, {\displaystyle \nabla \cdot } је оператор дивергенције (такође симболизован „div”), {\displaystyle \nabla } је градијент оператор (такође симболизован са „grad”), а {\displaystyle f(x,y,z)} је двоструко диференцибилна реално-вредносна функција. Лапласов оператор стога пресликава једну скаларну функцију у другу скаларну функцију. Решења Лапласове једначине су хармоничке функције. Лапласова једначина је значајна у математици, електромагнетизму, астрономији и динамици флуида.
Ако је десна страна наведена као дата функција, {\displaystyle h(x,y,z)}, важи
{\displaystyle \Delta f=h.}
Ово се зове Поасоновова једначина, генерализација Лапласове једначине. Лапласова једначина и Поасонова једначина су најједноставнији примери елиптичких парцијалних диференцијалних једначина. Лапласова једначина је такође посебан случај Хелмхолцове једначине.
Општа теорија решења Лапласове једначине позната је као теорија потенцијала. Решења Лапласове једначине која се двапут континуирано могу разликовати су хармонијске функције, које су важне у више грана физике, посебно у електростатици, гравитацији и динамици флуида. У проучавању проводљивости топлоте, Лапласова једначина је једначина топлоте у стабилном стању. Уопштено говорећи, Лапласова једначина описује ситуације равнотеже, или оне које не зависе експлицитно од времена.

## Дефиниција
У три демензије Лапласива једначина може да се прикаже у различитим координатним системима.
У картезијевом координатном систему је облика:
{\displaystyle \Delta f={\partial ^{2}f \over \partial x^{2}}+{\partial ^{2}f \over \partial y^{2}}+{\partial ^{2}f \over \partial z^{2}}=0.}
У цилиндричном координатном систему је:
{\displaystyle \Delta f={1 \over r}{\partial  \over \partial r}\left(r{\partial f \over \partial r}\right)+{1 \over r^{2}}{\partial ^{2}f \over \partial \phi ^{2}}+{\partial ^{2}f \over \partial z^{2}}=0}
У сферном координатном систему је:
{\displaystyle \Delta f={1 \over \rho ^{2}}{\partial  \over \partial \rho }\!\left(\rho ^{2}{\partial f \over \partial \rho }\right)\!+\!{1 \over \rho ^{2}\!\sin \theta }{\partial  \over \partial \theta }\!\left(\sin \theta {\partial f \over \partial \theta }\right)\!+\!{1 \over \rho ^{2}\!\sin ^{2}\theta }{\partial ^{2}f \over \partial \varphi ^{2}}=0.}
У закривљеном координатном систему је:
{\displaystyle \Delta f={\partial  \over \partial \xi ^{i}}\!\left({\partial f \over \partial \xi ^{k}}g^{ki}\right)\!+\!{\partial f \over \partial \xi ^{j}}g^{jm}\Gamma _{mn}^{n}=0,}
илиr
{\displaystyle \Delta f={1 \over {\sqrt {|g|}}}{\partial  \over \partial \xi ^{i}}\!\left({\sqrt {|g|}}g^{ij}{\partial f \over \partial \xi ^{j}}\right)=0,\quad (g=\mathrm {det} \{g_{ij}\}).}

## Дводимензионални систем
У поларном координатном дводимензионалном систему је облика:
{\displaystyle {\frac {1}{r}}{\frac {\partial }{\partial r}}\left(r{\frac {\partial u}{\partial r}}\right)+{\frac {1}{r^{2}}}{\frac {\partial ^{2}u}{\partial \phi ^{2}}}=0}
У дводимензионалном картезијевом систему је:
{\displaystyle {\frac {\partial ^{2}u}{\partial x^{2}}}+{\frac {\partial ^{2}u}{\partial y^{2}}}=0}

### Аналитичке функције
Rеални и имагинарни делови комплексне аналитичке функције задовољавају Лапласову једначину. То јест, ако је z = x + iy, и ако
{\displaystyle f(z)=u(x,y)+iv(x,y),}
онда је неопходан услов да f(z) буде аналитичан да u и v буду диференцијабилни и да су задовољене Коши-Риманове једначине:
{\displaystyle u_{x}=v_{y},\quad v_{x}=-u_{y}.}
где је ux први делимични извод од u у односу на x. Следи да
{\displaystyle u_{yy}=(-v_{x})_{y}=-(v_{y})_{x}=-(u_{x})_{x}.}
Стога u задовољава Лапласову једначину. Сличан прорачун показује да v такође задовољава Лапласову једначину. Обрнуто, ако је дата хармонијска функција, она је прави део аналитичке функције, f(z) (барем локално). Ако је пробни образац
{\displaystyle f(z)=\varphi (x,y)+i\psi (x,y),}
онда ће Коши-Риманове једначине бити задовољене ако поставимо
{\displaystyle \psi _{x}=-\varphi _{y},\quad \psi _{y}=\varphi _{x}.}
Ова релација не одређује ψ, већ само његове прираштаје:
{\displaystyle d\psi =-\varphi _{y}\,dx+\varphi _{x}\,dy.}
Лапласова једначина за φ имплицира да је услов интеграбилности за ψ задовољен:
{\displaystyle \psi _{xy}=\psi _{yx},}
и стога ψ може бити дефинисан линијским интегралом. Услов интеграбилности и Стоксова теорема имплицирају да је вредност линијског интеграла који повезује две тачке независна од путање. Добијени пар решења Лапласове једначине назива се коњугована хармонијска функција. Ова конструкција је важећа само локално, или под условом да се путања не врти око сингуларитета. На пример, ако су r и θ поларне координате и
{\displaystyle \varphi =\log r,}
онда је одговарајућа аналитичка функција
{\displaystyle f(z)=\log z=\log r+i\theta .}
Међутим, угао θ је једнозначан само у области која не обухвата почетак.
Блиска веза између Лапласове једначине и аналитичких функција имплицира да свако решење Лапласове једначине има деривате свих редова, и да се може проширити у низ степена, барем унутар круга који не обухвата сингуларитет. Ово је у оштрој супротности са решењима таласне једначине, која генерално имају мању регуларност.
Постоји интимна веза између низова снага и Фуријеове серије. Ако проширимо функцију f у низ степена унутар круга полупречника R, то значи да
{\displaystyle f(z)=\sum _{n=0}^{\infty }c_{n}z^{n},}
са прикладно дефинисаним коефицијентима чији су реални и имагинарни делови дати по
{\displaystyle c_{n}=a_{n}+ib_{n}.}
Стога
{\displaystyle f(z)=\sum _{n=0}^{\infty }\left[a_{n}r^{n}\cos n\theta -b_{n}r^{n}\sin n\theta \right]+i\sum _{n=1}^{\infty }\left[a_{n}r^{n}\sin n\theta +b_{n}r^{n}\cos n\theta \right],}
што је Фуријеов ред за f. Ове тригонометријске функције се саме могу проширити, користећи формуле за више углова.

### Ток течности
Нека су величине u и v хоризонталне и вертикалне компоненте поља брзина стабилног нестишљивог, неротационог струјања у две димензије. Услов континуитета за нестишљиво струјање је да
{\displaystyle u_{x}+v_{y}=0,}
а услов да ток буде неротациони је да
{\displaystyle \nabla \times \mathbf {V} =v_{x}-u_{y}=0.}
Ако се диференцијал функције ψ дефинише помоћу
{\displaystyle d\psi =v\,dx-u\,dy,}
онда је услов континуитета услов интеграбилности за овај диференцијал: резултујућа функција се назива функција тока јер је константна дуж линија тока. Први деривати од ψ су дати са
{\displaystyle \psi _{x}=v,\quad \psi _{y}=-u,}
а услов иротације имплицира да ψ задовољава Лапласову једначину. Хармониска функција φ која је коњугирана са ψ назива се потенцијал брзине. Коши-Риманове једначине имплицирају да
{\displaystyle \varphi _{x}=-u,\quad \varphi _{y}=-v.}
Тако свака аналитичка функција одговара сталном нестишљивом, неротационом, невискозном току флуида у равни. Реални део је потенцијал брзине, а имагинарни део је функција струјања.

### Електростатика
Према Максвеловим једначинама, електрично поље (u, v) у две просторне димензије које је независно од времена задовољава
{\displaystyle \nabla \times (u,v,0)=(v_{x}-u_{y}){\hat {\mathbf {k} }}=\mathbf {0} ,}
и
{\displaystyle \nabla \cdot (u,v)=\rho ,}
где је ρ густина наелектрисања. Прва Максвелова једначина је услов интеграбилности за диференцијал
{\displaystyle d\varphi =-u\,dx-v\,dy,}
те се електрични потенцијал φ може конструисати да задовољи
{\displaystyle \varphi _{x}=-u,\quad \varphi _{y}=-v.}
Друга од Максвелових једначина онда то имплицира
{\displaystyle \varphi _{xx}+\varphi _{yy}=-\rho ,}
што је Поасонова једначина. Лапласова једначина се може користити у тродимензионалним проблемима у електростатици и струјању флуида исто као у две димензије.

## Гринова функција
Лапласова једначина се често решава уз помоћ Гринове функције и Гринова теорема:
{\displaystyle \int _{V}(\phi \nabla ^{2}\psi -\psi \nabla ^{2}\phi )dV=\int _{S}(\phi \nabla \psi -\psi \nabla \phi )\cdot d{\hat {\sigma }}.}
Дефиниција Гринове функције је:
{\displaystyle \nabla ^{2}G(x,x')=\delta (x-x').}
Уврстимо у Гринов теорем {\displaystyle \psi =G} па добијамо:
{\displaystyle {\begin{aligned}&{}\quad \int _{V}\left[\phi (x')\delta (x-x')-G(x,x')\nabla ^{2}\phi (x')\right]\ d^{3}x'\\[6pt]&=\int _{S}\left[\phi (x')\nabla 'G(x,x')-G(x,x')\nabla '\phi (x')\right]\cdot d{\hat {\sigma }}'.\end{aligned}}}
Сада можемо да решимо Лапласову једначину {\displaystyle \nabla ^{2}\phi (x)=0} у случају Нојманових или Дирихлеових рубних услова. Узимајући у обзир:
{\displaystyle \int \limits _{V}{\phi (x')\delta (x-x')\ d^{3}x'}=\phi (x)}
па се једначина своди на:
{\displaystyle \phi (x)=\int _{V}G(x,x')\rho (x')\ d^{3}x'+\int _{S}\left[\phi (x')\nabla 'G(x,x')-G(x,x')\nabla '\phi (x')\right]\cdot d{\hat {\sigma }}'.}
Када нема рубних услова Гринова функција је:
{\displaystyle G(x,x')={\dfrac {1}{|x-x'|}}.}

## У три димензије

### Фундаментално решење
Основно решење Лапласове једначине задовољава
{\displaystyle \Delta u=u_{xx}+u_{yy}+u_{zz}=-\delta (x-x',y-y',z-z'),}
где Диракова делта функција δ означава јединични извор концентрисан у тачки (x′, y′, z′). Ниједна функција нема ово својство: заправо то је расподела, а не функција; али се може сматрати границом функција чији су интеграли над простором јединица, и чија се подршка (област где је функција различита од нуле) смањује до тачке (погледајте слабо решење). Уобичајено је да се за ову једначину узме другачија конвенција предзнака него што се обично ради када се дефинишу основна решења. Овај избор знака је често погодан за рад јер је −Δ позитиван оператор. Дефиниција основног решења стога имплицира да, ако се Лапласијан од u интегрише преко било које запремине која обухвата изворну тачку, онда
{\displaystyle \iiint _{V}\nabla \cdot \nabla u\,dV=-1.}
Лапласова једначина је непромењена под ротацијом координата, и стога се може очекивати да се фундаментално решење може добити међу решењима која зависе само од удаљености r од изворне тачке. Ако се изабере да запремина буде лопта полупречника a око тачке извора, онда Гаусова теорема дивергенције имплицира да
{\displaystyle -1=\iiint _{V}\nabla \cdot \nabla u\,dV=\iint _{S}{\frac {du}{dr}}\,dS=\left.4\pi a^{2}{\frac {du}{dr}}\right|_{r=a}.}
Следи да
{\displaystyle {\frac {du}{dr}}=-{\frac {1}{4\pi r^{2}}},}
на сфери полупречника r која је центрирана на тачки извора, а самим тим
{\displaystyle u={\frac {1}{4\pi r}}.}
Треба имати на уму да је, уз конвенцију супротног знака (која се користи у физици), ово потенцијал који генерише тачкаста честица, за силу инверзног квадрата, која настаје у решењу Поасонове једначине. Сличан аргумент показује да у две димензије
{\displaystyle u=-{\frac {\log(r)}{2\pi }}.}
где log(r) означава природни логаритам. Треба имати на уму да је, уз конвенцију супротног предзнака, ово потенцијал који генерише тачкасти понор (погледајте тачкасту честицу), што је решење Ојлерових једначина у дводимензионалном нестишљивом току.